# Sandseleforsen
Sandseleforsen är ett naturreservat i Sorsele kommun i Västerbottens län.
Området är naturskyddat sedan 1982 och är 115 hektar stort. Reservatet omfattar en forsrik sträcka av Vindelälven med holmar i älven.